# Símbolos de Atlacomulco
Los Símbolos de Atlacomulco, son el emblema representativo de este municipio del estado de México. La imagen de estos símbolos están representados por el escudo de armas o glifo topónimo prehispánico de Atlacomulco, la bandera municipal y el himno al municipio de Atlacomulco.

## Escudo

Glifo de Atlacomolco.

El nombre Atlacomulco proviene de la voz náhuatl Atlacomolco, que significa ‘lugar dle barranco’ (Mbado en otomí y Mbaro en mazahua). En el escudo de Atlacomulco se representa la imagen de una caída de agua sobre un barranco cercano al cerro. El escudo del municipio se describe de la siguiente forma: el contorno será el del escudo del Estado de México en color blanco, un haz de luz en el centro de color blanco semejando un triángulo y en los extremos los colores verde y rojo; en la parte superior el nombre de "Atlacomulco" y en el centro que corresponde al color blanco la toponimia náhuatl y mazahua de Atlacomulco.
El origen de la palabra Atlacomolco se remonta al periodo prehispánico, su traducción deriva del náhuatl, significa "Lugar de barrancos o agujeros en la tierra" y proviene de los vocablos nahuas; Atlacomolli = Barranco y Co = En.

### Topónimos históricos

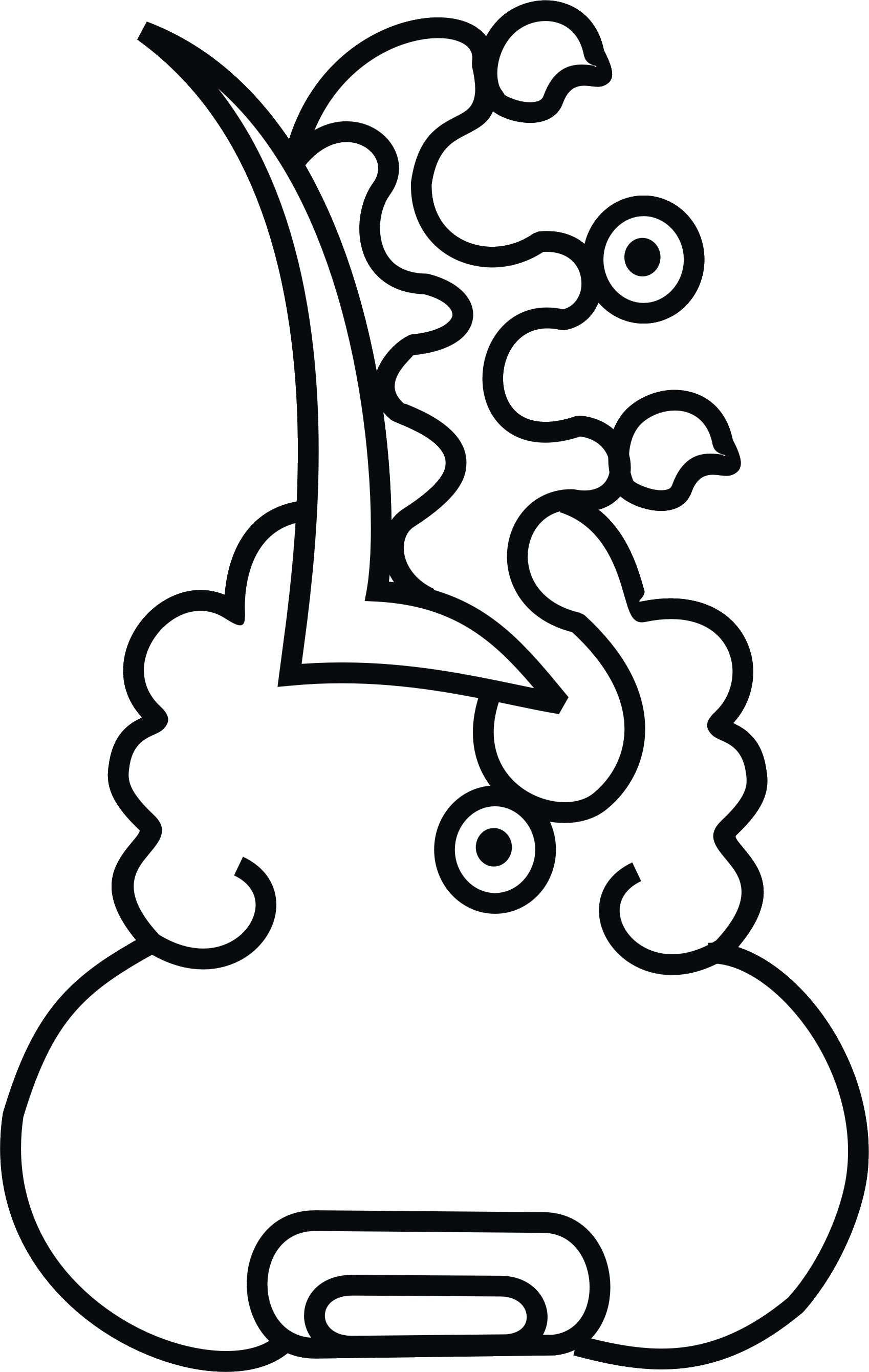
Glifo topónimo, 1994.

## Bandera
El municipio de Atlacomulco usa una bandera con relación al escudo municipal: es un triángulo blanco segmentado por otros dos triángulos en la parte superior en verde y rojo, mismos colores de la bandera nacional con el glifo o topónimo justo al centro.

### Diseño y simbolismo
El seguimiento de los colores son los siguientes:
| Nombre | Color | Código HEX | Símbolo              |
| ------ | ----- | ---------- | -------------------- |
| Verde  |       | #006847    | Tierra               |
| Blanco |       | #FFFFFF    | Religión             |
| Rojo   |       | #C90016    | Sangre de los héroes |

## Himno
El himno de Atlacomulco es un símbolo del municipio mexiquense que lo representa.
CORO
- ¡Atlacomulco, lugar hermoso!
- tierra del flores, trabajo y pasión,
- ¡Atlacomulco, pueblo grandioso!
- tierra mazahua de un grande corazón.

I
- Municipio de grandeza prolongada,
- de abosoluta libertad y tradición.
- En tu suelo orgullo de la patria amada,
- en tu brazo, fortaleza de la nación.